# غولان هيرمون
غولان هيرمون (بالعبرية: גולן חרמון‏) هو لاعب كرة قدم إسرائيلي، ولد في 26 سبتمبر 1977 في آدم. لعب مع بيتار القدس ومكابي نتانيا ونادي مكابي أم الفحم وهبوعيل حيفا.

## وصلات خارجية
- غولان هيرمون على موقع قاعدة بيانات كرة القدم.إي يو (الإنجليزية)